# Куаутемок
Куауте́мо́к (ацт. вимова: [kʷaːʍˈtemoːk] ( прослухати), ісп. вимова: [kwauˈtemok] ( прослухати); 1502—1525) — 11-й та останній тлатоані Теночтітлану протягом 1520-1521 років. Був сином Ахвіцотля. Став правити після смерті Куітлауака. Брав активну участь у вигнанні Куітлауаком іспанців з Теночтітлана. Національний герой Мексики.
Почав керувати Теночтітланом у найскладніший період історії ацтеків. Іспанці на чолі з Ернаном Кортесом поступово захопили долину Мехіко. 30 травня 1521 року розпочалася облога Теночтітлану. Бої за місто тривали три місяці. 13 серпня 1521 року Теночтітлан було захоплено. Після цього Куаутемока ув'язнили, його піддавали тортурам, щоб дізнатися де заховані скарби, втрачені під час втечі іспанців з Теночтітлану 30 червня 1520 року. У 1525 році Кортес взяв Куаутемока з собою в похід у Гватемалу. Під час однієї з зупинок 28 лютого 1525 року іспанці його стратили через повішення.